# Natthärbärget (1936)
Natthärbärget (originaltitel: Les Bas-fonds) är en fransk dramafilm från 1936 i regi av Jean Renoir, med bland andra Jean Gabin, Suzy Prim och Louis Jouvet i rollerna. Manuset är baserat på pjäsen med samma titel från 1902 av Maksim Gorkij.